# ウォールズ (ミシシッピ州)
ウォールズ (Walls) は、アメリカ合衆国ミシシッピ州デソト郡の北部に位置する、ミシシッピ川に近い町であり、「ザ・デルタ (The Delta)」と称されるミシシッピ・デルタの一角にあり、肥沃な黒土で知られている。ミシシッピ州北西部の上部に位置しており、隣接するテネシー州メンフィスを中心とするメンフィス大都市圏の一部となっている。ZIPコードは、38680 である。2010年国勢調査では、人口は 1,162人であり、2018年時点の推定人口は 1,463人であった。

## 歴史
ウォールズは、比較的歴史の浅いコミュニティであり、もともとの名は先住民チカソーの古い言葉で「アルピカ (Alpika)」と呼ばれていた。この地名は、1906年にウォールズに改名された。
ウォールズという地名は、南北戦争に従軍したジューン・ウォールズ大尉 (Captain June Walls) に因んで命名された。ウォールズ大尉は、1880年代にこの地方で活動した初期の入植者で、商人であった。
ウォールズの近傍にあるミシシッピ文化の遺跡、ウォールズ遺跡 (the Walls Site) は、ヨーロッパ人との接触以前の最後の先史文化の段階を指すウォールズ相の名の由来となっている。エルナンド・デ・ソトが辿った歴史的道路は、デソト郡を貫いて通り、ウォールズの近傍に至っている。
現代のウォールズは、豊かな農業に恵まれたコミュニティである。木綿、大豆、米、トウモロコシが、毎年春に作付けされる。1900年代初めから半ばにかけては、鉄道が地域の発展に大きな役割を果たした。1950年代から1960年代にかけての機械化革命は、他の数多くのデルタ地域のコミュニティと同様に、ウォールズにも大きな変化をもたらした。
このコミュニティの重要な部分となっている聖心連盟 (the Sacred Heart League) は、ウォールズ聖心学校 (the Sacred Heart School in Walls) の運営に当たっている。連盟は、有名なイエス・キリスト像の販売を通して資金を集めていた。1960年代には、この像は、アメリカ全土に広まり、どこでも自動車のダッシュボードに置かれていたものであった。
ウォールズの町は1900年代初めからコミュニティとして成立していたが、これに隣接する小さな村であった（ミシシッピ州の）メンフィスは、1970年代初めに法人化され、ウォールズの南隣に位置している。2003年/2004年の年度に、メンフィスの村はウォールズに合併され、ウォールズの町は正式に基礎自治体としての地位を確保した。

## 気候
平均気温:
- 1月 = 39.4 F / 4.1 C
- 7月 = 81.1 F / 27.3 C

## 域内の区分
- Kaitlin Ridge
- Mallard Park
- Encore

## 隣接する都市
- テネシー州メンフィス（北）
- ミシシッピ州ホーンレイク（東）
- ミシシッピ州トゥーニカ・リゾーツ（英語版）（南西）

## 人口

### 2020年国勢調査
| 人種                           | 人口 | 比率   |
| ------------------------------ | ---- | ------ |
| 白人                           | 416  | 30.79% |
| 黒人ないしアフリカ系アメリカ人 | 813  | 60.18% |
| アジア系                       | 19   | 1.41%  |
| 太平洋諸島系                   | 2    | 0.15%  |
| その他/混血                    | 53   | 3.92%  |
| ヒスパニックないしラティーノ   | 48   | 3.55%  |

2020年国勢調査では、人口は 1,351人、世帯 (households) は445、家族 (families) は325であった。

## 交通
ニューオーリンズとシカゴの間で運行されているアムトラック（全米鉄道旅客公社）の夜行長距離列車「シティ・オブ・ニューオーリンズ (City of New Orleans)」は、カナディアン・ナショナル鉄道 (CN) の線路を使って当地を通過するが、停車はしない。最も近い鉄道駅は、15マイル (24 km)北に位置するメンフィスのメンフィス・セントラル駅である。

## 教育
ウォールズの公教育は、デソト郡学校区が管轄している。

### 中等学校
- Lake Cormorant Middle School
- Lake Cormorant High School

### 小学校
- Walls Elementary
- Lake Cormorant Elementary

## 成長と拡大

### レザーマン開発
ウォールズの町域内では、レザーマン家 (the Leatherman family) が、工業用地、商業用地、住宅地の開発計画に着手している。最初に工業用地に進出したシグマ・サプライ社 (Sigma Supply Co.) は、国道61号線とスター・ランディング道路 (Star Landing Road) の交差点の近傍にあるレザーマン工業団地（325-エーカー (1.32 km2)）に新築した建物（254,000-平方フート (23,600 m2)）へ入居した。同社は、産業用の梱包機材や設備の供給事業社である。面積が1,900-エーカー (7.7 km2)に及ぶ、レザーマン・プランド・ユニット開発 (Leatherman Planned Unit Development) は、生徒数 900人を数える新たな小学校の設置を進め、2008年8月に開校に漕ぎ着け、従来からある生徒数700人のレイク・コーモラント中学校 (Lake Cormorant Middle School) に加わった。レイク・コーモラント高等学校 (Lake Cormorant High School) は、2011年に開校した。

## 著名な住民
- ジーン・アルデイ (Gene Alday) - 2012年から2016年まで、ミシシッピ州議会下院（英語版）議員を務めた[10]。
- J・B・マーティン (J. B. Martin) - ニグロリーグのひとつであったニグロアメリカンリーグ（英語版）の会長 (president) で、シカゴ・アメリカン・ジャイアンツ（英語版）のオーナー、共和党の政治家[11]。
- マータヴィアス・マクナイト (Martaveous McKnight) - プロ・バスケットボール選手[12]。
- レスリー・B・マクレモア (Leslie B. McLemore) - 人権活動家、政治学者[13]。
- メンフィス・ミニー (Memphis Minnie) - ミュージシャン[14]。
- ハービー・ウィップルマン (Harvey Wippleman) - WWFで活動した元プロレスラー